# Åke Andréns konstnärsstipendium

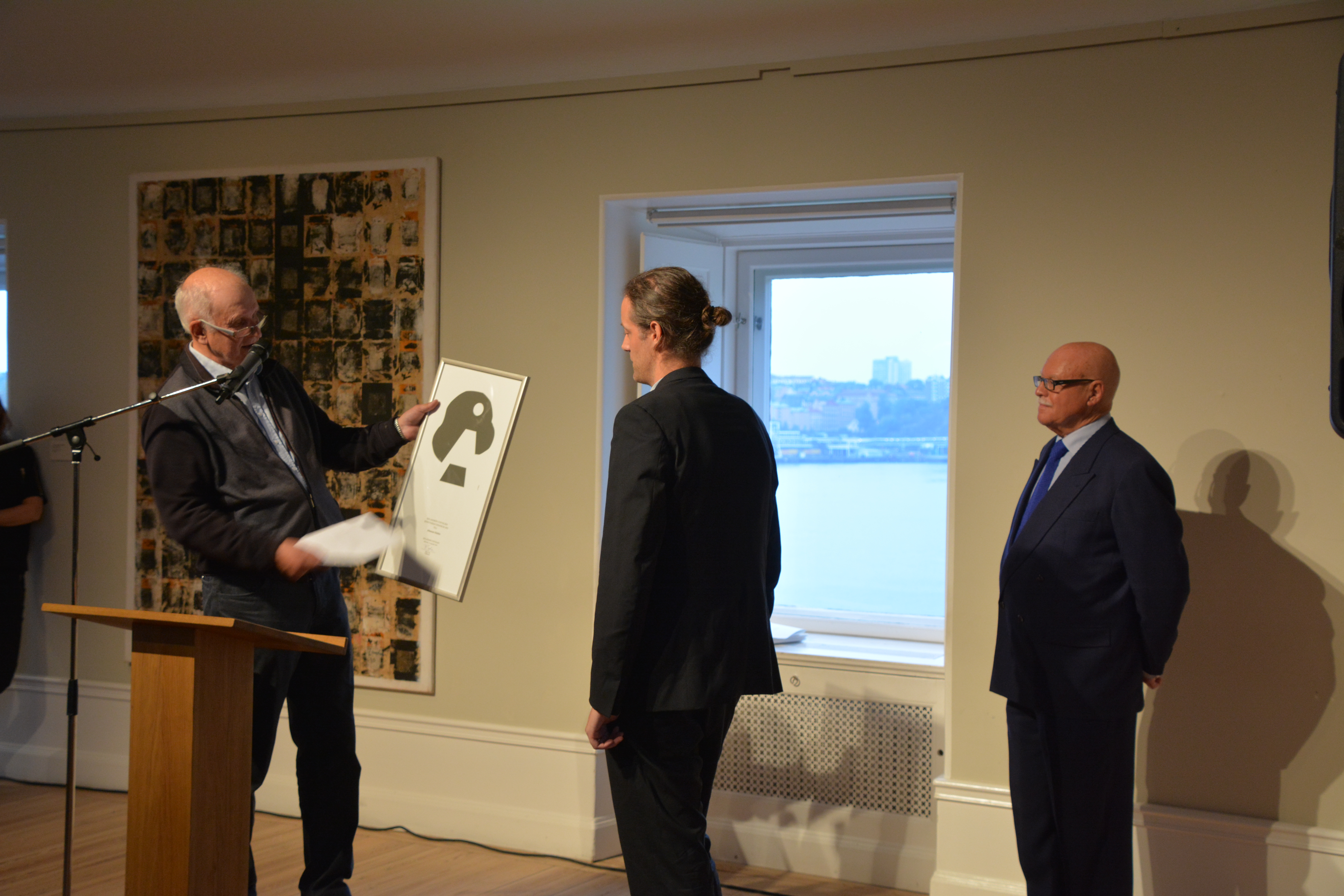
Björn Teke delar ut 2015 års stipendium till Johannes Heldén. Åke Andrén står till höger.

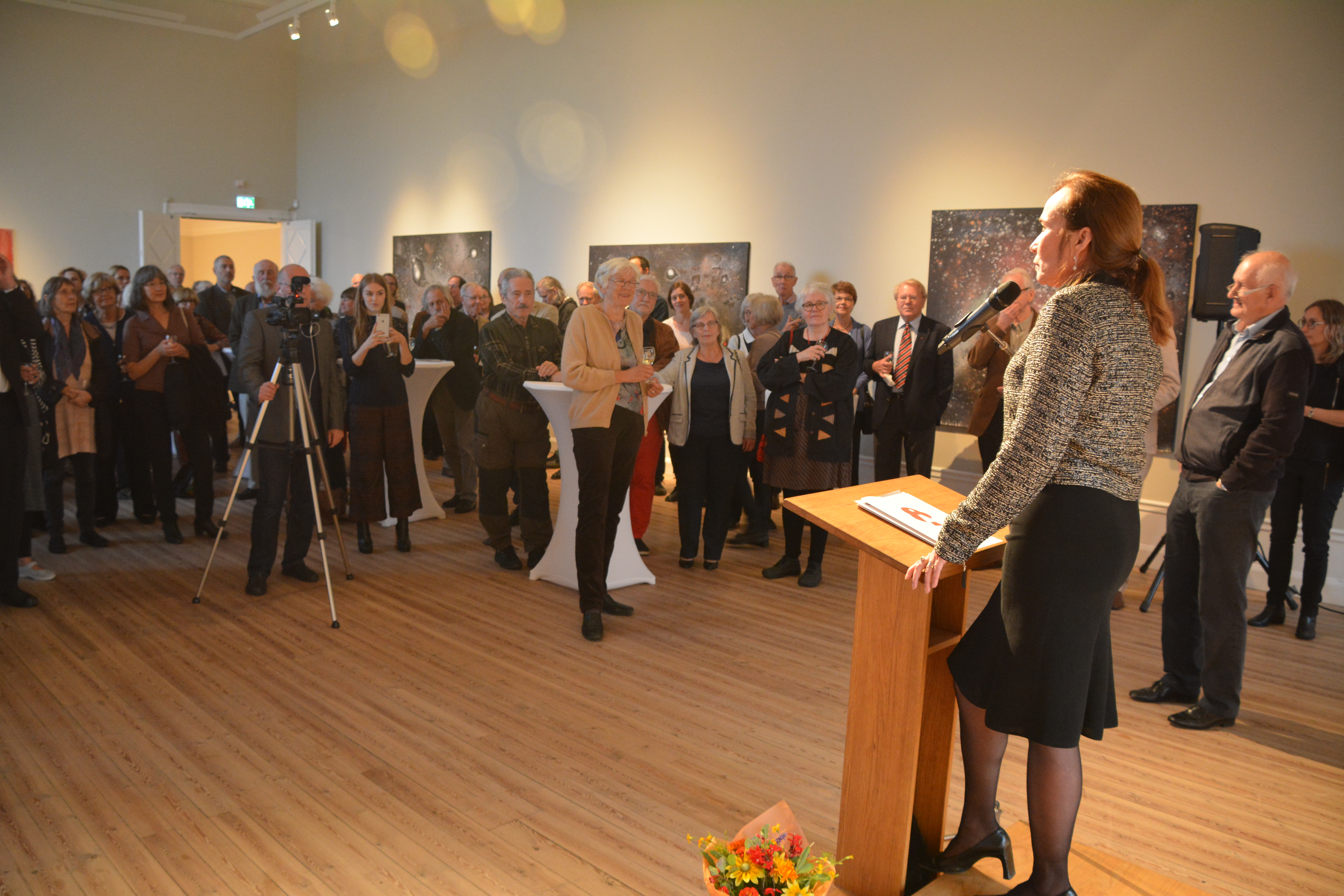
Prisutdelning 2015 på Prins Eugens Waldemarsudde. Karin Sidén till höger vid talarstolen.

Åke Andréns konstnärsstipendium är ett stipendium till en yngre konstnär, vilket sedan 2012 delas ut av Åke Andréns stiftelse i Värnamo.
Stipendiet är på 500 000 kronor och delas ut årligen. Åke Andréns stiftelse bildades 2011 genom en donation av bankdirektör Åke Andrén (född 1936), baserad på försäljning i september 2011 av delar av Andréns, och hans sambo Ingrid Söderkvists, konstsamling av huvudsakligen svensk 1900-talskonst. Verk såldes av bland andra John-Erik Franzén, Ulf Wahlberg, Lars Hillersberg, Staffan Hallström och Evert Lundquist. 
Urval av stipendiat sker av en jury med konstkännare.

## Stipendiater
- 2012 Carl Hammoud[3]
- 2013 Stina Rosenberg[4]
- 2014 Aleksandra Kucharska[5]
- 2015 Johannes Heldén[6]
- 2016 Oskar Korsár
- 2017 Éva Mag[7]
- 2018 Paul Fägerskiöld
- 2019 Jakob Ojanen[8]
- 2020 Hanna Hansdotter[9]
- 2021 Leif Engström
- 2022 Jenny Carlsson Grip
- 2023 Inez Jönsson[10]
- 2024 Josefine Östlund